# Islay (provincie)
Islay is een Peruaanse provincie. Samen met zeven andere provincies vormt Islay de regio Arequipa. De provincie heeft een oppervlakte van 3.886 km² en heeft 52.630 inwoners (2015). De hoofdplaats van de provincie is het district Mollendo; dit district vormt  eveneens de stad (ciudad) Islay.
De provincie grenst in het noorden aan de provincie Arequipa, in het oosten aan de regio Moquegua, in het zuiden aan de Grote Oceaan en in het westen aan de provincie Camaná.

## Bestuurlijke indeling
De provincie Islay is opgedeeld in 6 districten, UBIGEO tussen haakjes:
- (040702) Cocachacra
- (040703) Dean Valdivia
- (040704) Islay
- (040705) Mejía
- (040701) Mollendo, hoofdplaats van de provincie en vormt eveneens de stad (ciudad) Islay
- (040706) Punta de Bombon

Arequipa · Camaná · Caravelí · Castilla · Caylloma · Condesuyos · Islay · La Unión